# Ефремов, Иван Илларионович
Иван Илларионович Ефремов (1921—1993) — полковник Советской Армии, участник Великой Отечественной войны, Герой Советского Союза (1945).

## Биография
Иван Ефремов родился 25 мая 1921 года в деревне Лепина (ныне — Ленино, Хвастовичский район Калужской области). Окончил среднюю школу. В октябре 1940 года Ефремов был призван на службу в Рабоче-крестьянскую Красную Армию. В феврале 1942 года он окончил 2-е Владивостокское пехотное училище, затем курсы «Выстрел». С апреля 1943 года — на фронтах Великой Отечественной войны. Принимал участие в боях на Южном, 4-м и 3-м Украинском фронтах. Участвовал в освобождении Украинской ССР, Ясско-Кишинёвской операции. С апреля 1945 года капитан Иван Ефремов командовал дивизионом 489-го миномётного полка 5-й ударной армии 1-го Белорусского фронта. Отличился во время штурма Берлина.
16-25 апреля 1945 года во время наступления на Берлин дивизион Ефремова находился в боевых порядках 301-й стрелковой дивизии, поддерживая её действия. В тех боях артиллеристы дивизиона уничтожили 9 станковых, 4 ручных и 8 крупнокалиберных пулемётов, а также 1 орудие ПВО и более 150 немецких солдат и офицеров. Дивизион в тех боях подавил огонь 2 батарей артиллерии и 3 батарей миномётов, 2 орудий ПВО. Во время уличных боёв в Берлине Ефремов со своим дивизионом действовал впереди подразделений дивизии, уничтожил ряд опорных пунктов вражеского сопротивления. Так, 25 апреля на улице Шульцхофейштрассе в подвале одного из домов дивизион уничтожил около 50 немецких солдат и офицеров.
Указом Президиума Верховного Совета СССР от 31 мая 1945 года за «мужество, отвагу и героизм, проявленные в борьбе с немецкими захватчиками» капитан Иван Ефремов был удостоен высокого звания Героя Советского Союза с вручением ордена Ленина и медали «Золотая Звезда» за номером 6716.
После окончания войны Ефремов продолжил службу в Советской Армии. В 1947 году он окончил курсы усовершенствования офицерского состава, в 1954 году — Военную артиллерийскую командную академию. В апреле 1972 года в звании полковника Ефремов был уволен в запас. Проживал в дачном посёлке Болшево (ныне — в черте города Королёв) Московской области, работал инженером Центрального НИИ машиностроения в Калининграде Московской области). Скончался 20 февраля 1993 года, согласно завещанию похоронен в родной деревне.
Был награждён двумя орденами Ленина, орденами Красного Знамени, Отечественной войны 1-й и 2-й степеней, двумя орденами Красной Звезды, рядом медалей.